# Langeln (Saxe-Anhalt)
Pour les articles homonymes, voir Langeln.
Langeln est un village de l'arrondissement du Harz dans la Saxe-Anhalt en Allemagne. Il fait partie depuis 2010 de la commune unie du Nordharz. Sa population au recensement du 31 décembre 2009 était de 1 081 habitants.

## Historique
Le village était au Moyen Âge une commanderie des chevaliers teutoniques. Le blason qui représente une Vierge à l'Enfant encore rappelle cette époque.

## Géographie
Langeln se trouve à 10 kilomètres au nord de Wernigerode.

## Personnalités nées à Langeln
- Hans-Bert Matoul (1945-2025), footballeur est-allemand